# Lasioglossum exactum
Lasioglossum exactum is een vliesvleugelig insect uit de familie Halictidae. De wetenschappelijke naam van de soort is voor het eerst geldig gepubliceerd in 1937 door Cockerell.